# Floyd County (Kentucky)
Floyd County ist ein County im US-Bundesstaat Kentucky der Vereinigten Staaten. Das U.S. Census Bureau hat bei der Volkszählung 2020 eine Einwohnerzahl von 35.942 ermittelt.
Der Verwaltungssitz (County Seat) ist Prestonsburg, das nach John Preston benannt wurde, der das Land für die Stadt zur Verfügung gestellt hat.

## Geographie
Das County liegt fast im äußersten Osten von Kentucky, ist im Südosten etwa 30 km von Virginia, im Nordosten etwa 35 km von West Virginia entfernt und hat eine Fläche von 1024 Quadratkilometern, wovon drei Quadratkilometer Wasserfläche sind.
Es grenzt im Uhrzeigersinn an folgende Countys: Johnson County, Martin County, Pike County, Knott County und Magoffin County.

## Geschichte

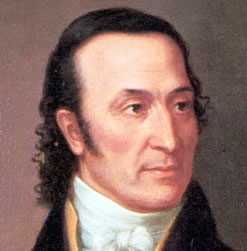
John Floyd

Floyd County wurde am 13. Dezember 1799 aus Teilen des Fleming County, Mason County und Montgomery County gebildet. Benannt wurde es nach John Floyd, einem militärischen Anführer.
Am 8. und 9. November 1861 fand nahe Ivy Mountain und dem Ivy Creek im Rahmen des Sezessionskriegs eine Schlacht zwischen den Unionstruppen und den Konföderierten statt. Die Schlacht endete mit einem Sieg der Unionstruppen und fast 300 Toten. Ein weiteres Gefecht fand am 10. Januar 1862 statt, mit 92 Toten.
Im Floyd County liegt eine National Historic Landmark, das Middle Creek Battlefield. Insgesamt sind 15 Bauwerke und Stätten des Countys im National Register of Historic Places eingetragen (Stand 7. September 2017).

## Demografische Daten

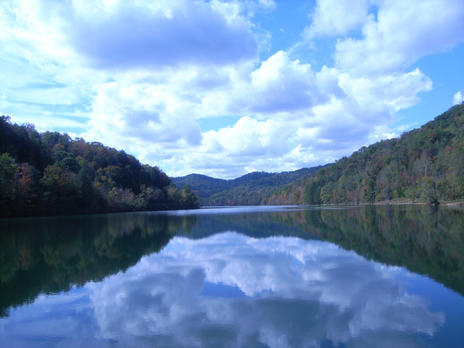
Der Dewey Lake

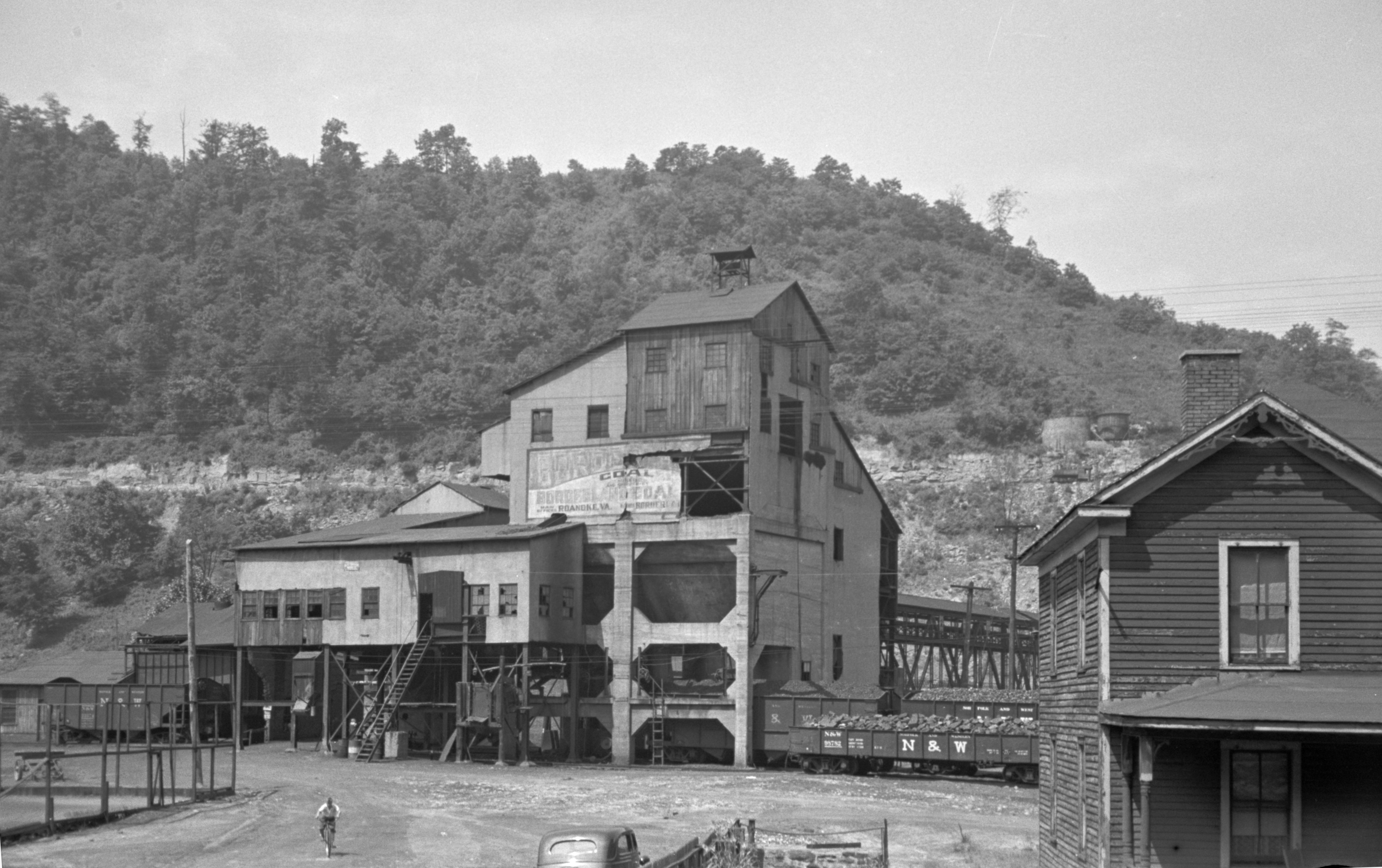
Ehemalige Kohlemine

Alterspyramide des Floyd Countys (Stand: 2000)

Nach der Volkszählung im Jahr 2000 lebten im Floyd County 42.441 Menschen in 16.881 Haushalten und 12.272 Familien. Die Bevölkerungsdichte betrug 42 Einwohner pro Quadratkilometer. Ethnisch betrachtet setzte sich die Bevölkerung zusammen aus 97,73 Prozent Weißen, 1,29 Prozent Afroamerikanern, 0,12 Prozent amerikanischen Ureinwohnern, 0,24 Prozent Asiaten, 0,08 Prozent Bewohnern aus dem pazifischen Inselraum und 0,12 Prozent aus anderen ethnischen Gruppen; 0,42 Prozent stammten von zwei oder mehr Ethnien ab. 0,61 Prozent der Bevölkerung waren spanischer oder lateinamerikanischer Abstammung.
Von den 16.881 Haushalten hatten 33,0 Prozent Kinder und Jugendliche unter 18 Jahre, die bei ihnen lebten. 56,5 Prozent waren verheiratete, zusammenlebende Paare, 12,3 Prozent waren allein erziehende Mütter, 27,3 Prozent waren keine Familien, 25,2 Prozent waren Singlehaushalte und in 10,2 Prozent lebten Menschen im Alter von 65 Jahren oder darüber. Die Durchschnittshaushaltsgröße betrug 2,45 und die durchschnittliche Familiengröße lag bei 2,93 Personen.
Auf das gesamte County bezogen setzte sich die Bevölkerung zusammen aus 23,6 Prozent Einwohnern unter 18 Jahren, 9,4 Prozent zwischen 18 und 24 Jahren, 30,3 Prozent zwischen 25 und 44 Jahren, 24,5 Prozent zwischen 45 und 64 Jahren und 12,2 Prozent waren 65 Jahre alt oder darüber. Das Durchschnittsalter betrug 37 Jahre. Auf 100 weibliche Personen kamen 96,7 männliche Personen. Auf 100 Frauen im Alter von 18 Jahren alt oder darüber kamen statistisch 95,0 Männer.
Das jährliche Durchschnittseinkommen eines Haushalts betrug 21.168 USD, das Durchschnittseinkommen der Familien betrug 25.717 USD. Männer hatten ein Durchschnittseinkommen von 30.242 USD, Frauen 20.569 USD. Das Prokopfeinkommen betrug 12.442 USD. 26,9 Prozent der Familien und 30,3 Prozent der Bevölkerung lebten unterhalb der Armutsgrenze. Davon waren 39,8 Prozent Kinder oder Jugendliche unter 18 Jahre und 20,5 Prozent waren Menschen über 65 Jahre.

## Orte im County
- Allen City
- Alvin
- Amba
- Arkansas
- Auxier
- Banner
- Bays Branch
- Beaver
- Beaver Junction
- Betsy Layne
- Blue Moon
- Blue River
- Boldman
- Bonanza
- Brainard
- Buckingham
- Bull Creek
- Burton
- Cliff
- Colliver
- Craynor
- Dana
- David
- Dema
- Dotson
- Drift
- Dwale
- East McDowell
- Eastern
- Emma
- Endicott
- Estill
- Galveston
- Garrett
- Glo
- Goodloe
- Grethel
- Halo
- Harold
- Hi Hat
- Hippo
- Hite
- Honaker
- Hunter
- Ivel
- Jacks Creek
- Justell
- Lackey
- Lancer
- Langley
- Ligon
- Martin
- McDowell
- Melvin
- Midas
- Minnie
- New Allen
- Northern
- Orkney
- Osborn
- Porter Junction
- Prestonsburg
- Price
- Printer
- Pyramid
- Risner
- Sloan
- Stanville
- Teaberry
- Thomas
- Tram
- Warco
- Watergap
- Wayland
- Weeksbury
- Welco Station
- West Garrett
- West Prestonsburg
- Wheelwright
- Wheelwright Junction
- Whitaker
- Wonder
- Woods